# Guy Garvey

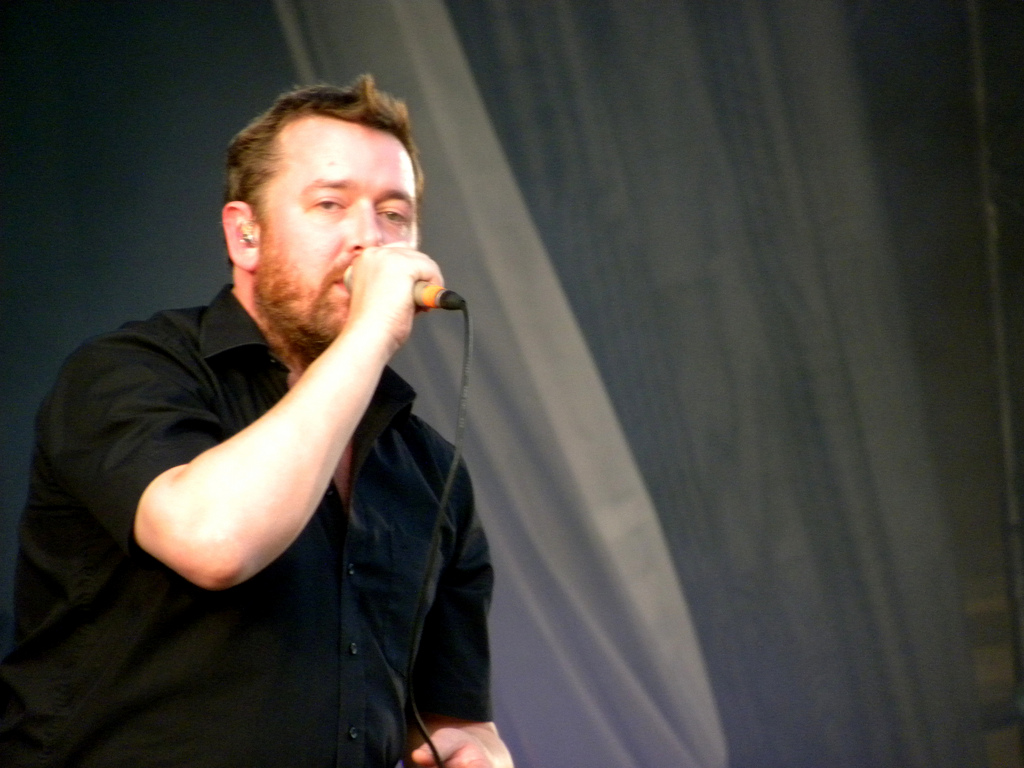
Guy Garvey während eines Auftritts 2009

Guy Edward John Patrick Garvey (* 6. März 1974 in Bury, Greater Manchester, England) ist ein englischer Musiker und Sänger. Er ist der Leadsänger der Musikgruppe Elbow.

## Jugend
Garvey ist als eines von sieben Geschwistern, davon fünf ältere Schwestern, in einer Arbeiterfamilie in Bury aufgewachsen. Seine Eltern waren politisch interessierte Menschen, so dass sich im großen Kreis am Abendtisch häufig politische Diskussionen ergaben. Als Garvey dreizehn Jahre alt war, ließen sich seine Eltern scheiden.

## Musiker

### Sänger und Arbeit bei Elbow
Garvey traf im Alter von 16 auf die bereits bestehende Band mit den anderen Gründungsmitgliedern der späteren Gruppe Elbow Mark Potter, Richard Jupp, Pete Turner. 10 Jahre nach diesem ersten Zusammentreffen brachten sie ihr erstes Album heraus. Die Bandgeschichte ist über lange Zeit geprägt von zwar einerseits großem Erfolg bei den Kritikern, aber andererseits nur geringen Absatzzahlen. Der kommerzielle Erfolg stellte sich erst nach einer 18-jährigen Zusammenarbeit der Band im Jahre 2008 mit dem vierten Studioalbum The Seldom Seen Kid ein.
Im Laufe der Zusammenarbeit etablierte sich Garvey neben seiner Hauptrolle als Sänger der Band vor allem als Textschreiber aber auch bei einigen Alben als Produzent. Ferner spielt Garvey während der Live-Auftritte von Elbow auch unterschiedliche Instrumente, wie zum Beispiel Gitarre und Percussion.

### Produzent
Garvey wirkte bei mehreren Alben als Produzent mit. Wesentliche Produktionen waren:
- 2001: I Am Kloot – Natural History
- 2010: I Am Kloot – Sky at Night (für den Mercury Music Prize nominiert)

### Gastauftritte
Im Rahmen seines musikalischen Schaffens arbeitet Garvey auch als Musiker bei befreundeten Gruppen und Musikern mit. Zu nennen sind hier:
- 2008 als Sänger im Song The Vanishing Of Maria Schneider auf dem dEUS-Album Vantage Point[5]
- 2009 als Sänger im Song Murder Of Birds auf dem Jesca-Hoop-Album Hunting My Dress
- 2009 als Sänger im Song Bulletproof Love auf der Massive-Attack-EP Splitting the Atom
- 2010 als Sänger im Song Flat of the Blade auf dem Massive-Attack-Album Heligoland

### Soloalben
- 2015: Courting the Squall

## Sonstige Tätigkeiten
In Großbritannien ist er neben seiner Tätigkeit als Musiker vor allem bekannt als Radiomoderator für Musiksendungen auf BBC 6 Music und XFM. Er ist aber auch tätig als Artists-and-Repertoire-Manager des Musikverlags „Skinny Dog Records“. Garvey engagiert sich auch für wohltätige Zwecke. So beteiligt er sich an mehreren Aktionen bei der Mines Advisory Group gegen den Einsatz von Landminen. Garvey schrieb eine monatliche Kolumne in der Manchester-Ausgabe des Magazins Time Out.